# Paepalanthus castaneus
Paepalanthus castaneus är en gräsväxtart som beskrevs av Silveira. Paepalanthus castaneus ingår i släktet Paepalanthus och familjen Eriocaulaceae. Inga underarter finns listade i Catalogue of Life.